# Захват Кайо Кочина
Захват Кайо Кочина — уничтожение испанцами поселения на островке Кайо Кочина у побережья британского Гондураса, в начале кампании в Мексиканском заливе.

## Предыстория
По получении 2 августа известий о начале войны с Британией губернатор городка Бакалар, подполковник дон Хосеф Розадо (исп. Joseph Rosado) не теряя времени стал снаряжать экспедицию для захвата поселений британского Гондураса. Получив 300 человек, в основном ополченцев, от губернатора провинции Кампече, он посадил их на голеты, пироги, дори и шлюпки, какие смог собрать, и пошел прямиком к Кайо Кочина, тогда главному британскому поселению области.

## Экспедиция
15 сентября 1779 года Розадо был на месте, захватив по пути 3 шхуны, на которых взял несколько пленных, включая 17 негров-рабов. Все население Кайо Кочина, за исключением нескольких беглецов, попало в плен — в том числе белые британцы-колонисты и около 300 черных рабов. Кроме них были взяты несколько торговых судов, 14-пушечный бриг, мелкие суда и 70 песо деньгами. У испанцев было 4 убитых и 5 раненых, британские потери в людях они называют «заметными».
Понимая, что британцы пошлют помощь, испанцы снова погрузились на корабли и покинули Кайо Кочина, оставив идти берегом тех солдат и пленных, которых не могли взять на борт. 20 сентября к поселению прибыли британские корабли с Ямайки, включая 28-пушечный фрегат, но в это время британских пленных уже везли в Гавану.
После отхода экспедиция пополнилась ротой гренадеров ополчения и ротой Кастильских егерей, и направилась в устье Рио-Нуово. Здесь поселение было уже брошено. Испанцы нашли только двух беглых негров, вошедших в реку на лодке. Испанцы сожгли 17 общинных построек, 338 домов, и несколько ферм, поймали ещё несколько беглецов, и затем вернулись в Бакалар.

## Последствия
Те колонисты, кому удалось бежать, в конце концов добрались до поселений Роатан или Блэк Ривер. Территория оставалась незаселенной до 1784 года. После этого британцы, пользуясь пунктом Парижского мира, которым им разрешалось добывать тропический лес в Гондурасе, стали возвращаться в эти места.